# Françoise d'Alençon
Françoise d'Alençon, duchesse de Longueville puis de Vendôme, née en 1490 morte le 14 septembre 1550 à La Flèche, est la fille de René, duc d'Alençon et comte de Perche et de la bienheureuse Marguerite de Lorraine-Vaudémont.
Elle est par son mariage avec Charles de Bourbon, duc de Vendôme, la grand-mère paternelle du roi Henri IV.

## Biographie
Elle se marie en premières noces au duc de Longueville, mariage dont elle a deux enfants. Son mari décéde en 1512. Elle se remarie alors au comte de Vendôme, Charles de Bourbon, elle eut treize enfant de ce mariage dont Antoine de Bourbon, père d'Henri IV, Louis  de Bourbon prince de Condé et le cardinal de Bourbon (le roi de la Ligue sous le nom de Charles X).
Le comté de Vendôme est érigé en duché pairie en février 1515 par François Ier, elle devient ainsi duchesse de Vendôme.
En 1525 son frère Charles IV d'Alençon meurt sans postérité. Françoise fut spoliée de son héritage par sa belle-sœur Marguerite d'Angoulême, sœur de François Ier. Mais son fils Antoine épousera Jeanne d'Albret, née du second mariage de Marguerite avec Henri II d'Albret, roi de Navarre. Elle sera donc la grand-mère d'Henri IV, roi de France.
Le 25 mai 1529, Françoise est à l'abbaye de Fontevraud où sa tante par alliance, l'abbesse Renée de Bourbon, fait religieuse sa fille.
Moins de deux mois plus tard, lors des pourparlers de la paix des Dames, Françoise accompagne sa belle mère Marie de Luxembourg (1462-1546) à Cambrai à l'hôtel Saint-Pol résidence de cette dernière et où séjourne pour les négociations Louise de  Savoie.
Devenue veuve pour la seconde fois en 1537, Françoise d'Alençon décide de se retirer en sa seigneurie de La Flèche, venue de ses parents et qu'elle avait reçue en douaire de son mari Charles de Bourbon-Vendôme. Le château féodal de La Flèche, bâti sur le Loir, est vétuste et sans confort après avoir été dévasté par les Anglais pendant la guerre de Cent Ans. Françoise d'Alençon fait alors entreprendre la construction d'une nouvelle demeure, le Château-Neuf, au nord de l'ancien château.

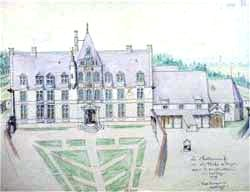
Le château-neuf de La Flèche au XVIe siècle.

Duchesse de Beaumont depuis septembre 1543, elle fait en effet ériger en duché la vicomté de Beaumont-au-Maine, qui comprit également les baronnies ou seigneuries de Château-Gontier et de la Flèche, à charge de tenir ledit duché à une seule foy et hommage de la couronne, en octobre 1543.
Elle mourut le 14 septembre 1550 au château de La Flèche, et fut inhumée dans la collégiale Saint-Georges de Vendôme.
Françoise d’Alençon survécut ainsi 37 ans à son premier mari.

## Mariages et descendance
Elle épousa en premières noces à Blois en 1505 François II (1478-1512), duc de Longueville, comte de Dunois, petit-fils de Jean de Dunois, et eut :
- Renée (1508-1515), comtesse de Dunois ;
- Jacques (1511-1512).

Veuve, elle se remaria Châteaudun le 18 mai 1513 avec Charles IV de Bourbon (1489-1537),  comte puis duc de Vendôme, et eut :
- Louis (1514-1516) comte de Marle ;
- Marie (1515-1538), fiancée à Jacques V d'Écosse ;
- Marguerite (1516-1559), mariée à François Ier de Clèves, duc de Nevers ;
- Antoine (1518-1562), duc de Vendôme, roi de Navarre, épouse en 1548 Jeanne III, reine de Navarre (1528-1572) ;
- François (1519-1546), comte d'Enghien ;
- Madeleine (1521-1561), abbesse à Poitiers ;
- Louis (1522-1525) ;
- Charles (1523-1590), cardinal, archevêque de Rouen, proclamé roi de France par les Ligueurs sous le nom de « Charles X » ;
- Catherine (1525-1594), abbesse à Soissons ;
- Renée (1527-1583), abbesse de Chelles ;
- Jean (1528-1557), comte de Soissons et duc d'Estouteville et comte de Saint-Pol par son mariage avec sa cousine Marie II de Saint-Pol ;
- Louis Ier (1530-1569), prince de Condé ;
- Éléonore de Bourbon (1532-1611), abbesse de Fontevraud.